# Dororo (Manga)
Dororo (jap. どろろ) ist eine Manga-Serie des japanischen Zeichners Osamu Tezuka aus den Jahren 1967 bis 1968 und der Name deren Hauptfigur. Dororo ist eine kindliche Falschaussprache des japanischen Wortes Dorobō (泥棒, dt. „Dieb“). Die Serie wurde 1969 als Anime für das Fernsehen adaptiert, mit einer weiteren 2019. Im Jahr 2007 erschien die Verfilmung Dororo, die beim Sitges Festival Internacional de Cinema Fantàstic de Catalunya mit dem Orient Express Award in der Kategorie Best Motion Picture ausgezeichnet wurde.

## Inhalt
Der Daimyō Daigo Kagemitsu (醍醐景光) der Sengoku-Zeit versprach 48 Dämonen die Körperteile seines ungeborenen Sohnes im Austausch für die Macht über Japan. So kam sein Sohn ohne Gliedmaßen und innere Organe zur Welt und dessen Hebamme setzte ihn an einem Fluss aus. Dort wurde er von Arzt Jukai (寿海) gefunden, der ihm Arm- und Beinprothesen gab. Nach 14 Jahren bekam er den Namen Hyakkimaru (百鬼丸). Er machte sich auf die Reise, um die 48 Dämonen zu töten und seine Körperteile zurückzubekommen. Auf seiner Reise tut er sich mit der jungen Diebin Dororo zusammen. Diese hatte ihre Eltern verloren, die einst einen Aufstand anführten.

## Veröffentlichung
Der Manga erschien ab 27. August 1967 im Magazin Weekly Shōnen Sunday des Verlags Shogakukan und wurde vorerst am 22. Juli 1968 eingestellt. Mit der Ausstrahlung des Anime wurde die Reihe dann vom Verlag Akita Shoten in dessen Magazin Bōken’ō von Ausgabe 4/1969 bis 10/1969 abgeschlossen. Die Einzelkapitel wurden von Akita Shoten auch in vier Sammelbänden (Tankōbon) veröffentlicht, die mehrfach neu aufgelegt werden. Bei Kodansha erschien die Serie 1981 als Teil der 400-bändigen gesammelten Werke Tezukas bzw. 2009 als Teil der 200-bändigen gesammelten Werke.
Die Serie wurde ebenfalls von Akata ins Französische, von RW Edizioni ins Italienische und von NewPOP Editora ins Portugiesische übersetzt. Eine englische Fassung erschien 2008 bei Vertical.

## Adaptionen

### Anime

#### 1969
Der Manga wurde 1969 von Mushi Production als Anime-Fernsehserie umgesetzt. Diese konzentrierte sich bald mehr auf Hyakkimaru und bekam ab der 14. Folge den Titel Dororo to Hyakkimaru. Von Tezuka war zunächst eine Produktion in Farbe geplant, ein Pilot war bereits so entstanden, wegen des geringen Budgets wurde der Rest der Serie jedoch in Schwarz-Weiß gedreht. Regie führte Gisaburō Sugii und als Produzent fungierte Tatsuo Shibayama. Die künstlerische Leitung lag bei Hachiro Tsukima. Die Musik komponierte Isao Tomita und als Vorspann verwendete man Dororo no Uta von Toshiko Fujita.
Die Erstausstrahlung fand vom 6. April bis zum 28. September 1969 bei Fuji TV statt. Discotek Media veröffentlichte eine englische Fassung.

#### 2019
2019 erfolgte eine neue Adaption durch die Studios MAPPA und Tezuka Productions unter der Regie von Kazuhiro Furuhashi. Das Drehbuch stammt von Yasuko Kobayashi, das Charakter Design von Satoshi Iwataki basierend auf Entwürfen von Hiroyuki Asada.
Die Serie wurde ab dem 7. Januar 2019 auf Tokyo MX sowie je am Folgetag auf BS11 und ab 12. Januar 2019 auf Jidaigeki Senmon Channel ausgestrahlt. Im deutschen Fernsehen wurde sie erstmals in synchronisierter Fassung ab 8. Juli 2022 auf ProSieben Maxx gezeigt.

#### Synchronisation
| Rolle           | japanischer Sprecher (Seiyū) | japanischer Sprecher (Seiyū) | deutscher Sprecher   |
| Rolle           | 1969                         | 2019                         | 2019                 |
| --------------- | ---------------------------- | ---------------------------- | -------------------- |
| Dororo          | Minori Matsushima            | Rio Suzuki                   | Amira Leisner        |
| Hyakkimaru      | Nachi Nozawa                 | Hiroki Suzuki                | Christian Wunderlich |
| Biwamaru        | Jumpei Takiguchi             | Mutsumi Sasaki               | Ekkehardt Belle      |
| Daigo Kagemitsu | Goro Naya                    | Naoya Uchida                 | Wolfgang Condrus     |
| Nui-no-kata     | Haruko Kitahama              | Chie Nakamura                | Dorette Hugo         |
| Tahoumaru       | Shuusei Nakamura             | Shouya Chiba                 | Patrick Keller       |
| Dorfvorstand    | Eken Mine                    |                              |                      |

### Roman
Basierend auf den Anime schrieb Masaki Tsuji eine Romanadaption mit Begleitillustrationen von Hideaki Kitano, der auch einer der beiden Animationsleiter der Serie war. Der Roman erschien bei Asahi Sonoramas 1969 als Teil von deren kurz zuvor gestarteter Sun-Young-Reihe. Mit ihrem Fokus auf an Jugendliche gerichtete Taschenromane die einem Manga/Anime-Stil folgen gilt die Reihe auch als Vorläufer der späteren Light Novels.

### Computerspiele
Am 10. Januar 1989 erschien ein Videospiel für den japanischen PC-8801mkIISR-Heimcomputer.
2004 veröffentlichte Sega ein PlayStation-2-Videospiel gleichen Namens, das in Europa und den USA den Titel Blood Will Tell: Tezuka Osamu’s Dororo erhielt.

### Bühnenstück
Kensuke Yokouchi inszenierte mit seiner Theatertruppe Tobiraza das Werk als Bühnenstück unter dem Titel Shin Jōruri Hyakkimaru – Tezuka Osamu „Dororo“ yori (新浄瑠璃 百鬼丸～手塚治虫「どろろ」より~) und führte es vom 16. bis 23. Juni 2004 in der Kinokuniya Hall in Shinjuku auf, sowie vom 8. bis 12. Juli 2009 im Kinokuniya Southern Theatre in Shibuya.

### Crossover-Manga
Am 16. November 2012 erschien im Manga-Magazin Weekly Manga Goraku von Nihon Bungeisha ein Crossover mit Gō Nagais Dororon Enma-kun unter dem Titel Dororo to Enma-kun (どろろとえん魔くん). Das Pilotkapitel wurde dann zu einer Serie ausgebaut die seit dem 22. Februar 2013 läuft.

## Rezeption
Die englische Manga-Ausgabe gewann 2009 einen Eisner Award in der Kategorie „Best U.S. Edition of International Material – Japan“.
Der Manga vereint Einflüsse aus Ninja Bugeichō, das ähnliche marxistische Anklänge hat, und Tezukas Black Jack. Der Anime, so die Anime Encyclopedia, sei einem realistischen Stil verpflichtet und mache das Beste aus der Schwarz-Weiß-Optik. Er sei einer der ersten wirklich verstörend gruseligen Serien mit „Geistern, Alpträumen und Blutvergießen“ und einem durch die Entscheidung des Vaters gezeichneten Protagonisten. Die Geschichte war einer der wesentlichen Einflüsse auf Blade of the Immortal in den 1990er Jahren.